# جزيرة تاباك بالي
جزيرة تاباك بالي وهي جزيرة من جزر إندونيسيا، وهي أبعد جزر إندونيسيا، وتقع في المحيط الهندي على حدود أستراليا، في إقليم بنغكولو.